# Al-Mukhtara
Al-Mukhtāra (in arabo ﺍﻟﻤﺨﺘﺎﺭة‎?, "La prescelta"), è il nome dato a una cittadina a NO di Baṣra che funse da capitale dell'effimera entità statuale istituita nel Sawad iracheno dagli Zanj, che misero in atto la Rivolta degli Zanj contro il Califfato abbaside, nel corso della seconda metà del IX secolo.

## Struttura urbana
Al-Mukhtāra - come l'altra cittadina alquanto minore di al-Manīʿa, "L'inattaccabile", lungo il canale Barāṭiq, e al-Manṣūra, "La vittoriosa" - fu costruita letteralmente sul fitto reticolo di canali che irregimentavano da secoli il poderoso corso congiunto del Tigri e dell'Eufrate prima del suo sfociare nel Golfo Persico. 

La scelta del luogo era obbligatoria. Innanzi tutto perché nelle marcite irachene erano stati mandati per espletarvi la loro durissima opera di bonifica gli Zanj, ma anche perché l'acqua - che poteva diventare tumultuosa e quasi invalicabile, una volta che fossero state aperte o rotte le chiuse dei canali che la contenevano - forniva una validissima difesa nei confronti di un nemico poco abituato a quel clima caldo umido e poco avvezzo a orientarsi nel dedalo inestricabile di quell'infinità di vie d'acqua di diversa larghezza e lunghezza.
al-Mukhtāra sorgeva nelle prossimità dei canali chiamati "Abū Qurra" e "Ḥājir", lungo entrambe le sponde del canale "Abū l-Khaṣīb", sulla destra del Tigri, messa in sicurezza da catene che sbarravano a monte e a valle il canale.

Salvo il palazzo di ʿAlī b. Muḥammad (costruito in cotto), le case di al-Mukhtāra furono edificate con mattoni crudi e con legname derivante da palme
La cittadina fu organizzata coscienziosamente perché la sua popolazione - non ben quantificabile, ma certo non esigua se si considera che i simpatizzanti del movimento zanjide furono alcune centinaia di migliaia almeno, tanto da far parlare (probabilmente con accentuata esagerazione, per esaltare il ruolo abbaside che poi riuscì ad abbattere questo suo poderoso sfidante) di 300.000 abitanti della sola al-Mukhtāra al momento della sua caduta - poteva far conto su poderose mura e fossati difensivi, su ponti, moschee e su un sistema giudiziario articolato su due qāḍī e su carceri, oltre che su caserme in cui si provvedeva all'addestramento dei guerrieri chiamati a difenderla e delle guardie incaricate di mantenere l'ordine urbano. Fu persino coniata nell'877-78 una moneta, spesa nei negozi presenti in città, indizio questo di un commercio non certo occasionale.
Tutto ciò finì nelle fiamme e nel sangue quando, nell'agosto dell'883, la città fu conquistata e distrutta radicalmente dalle forze califfali.Né risorse mai più, neppure nei due anni in cui, fino all'885, il vessillo della rivolta fu in qualche misura tenuto sollevato dal figlio di ʿAlī b. Muḥammad, Muḥammad Ankalāy, e dai suoi collaboratori scampati alla caduta di al-Mukhtāra: l'ex-schiavo nero Sulaymān b. Jāmīʿ, ʿAlī b. Abān al-Muhallabī Ibrāhīm b. Jaʿfar al-Hamadānī e Sulaymān ibn Mūsā al-Shaʿrānī.